# Vita ce n'è (singolo)
Vita ce n'è è un singolo del cantautore italiano Eros Ramazzotti, pubblicato il 19 ottobre 2018 come primo estratto dall'album omonimo.
Tra il  9 settembre 2019 e il 26 giugno 2020 è stata la sigla del programma televisivo La vita in diretta.

## Video musicale
Il videoclip è stato pubblicato il 19 ottobre 2018 sul canale Vevo-YouTube del cantante ed è stato girato a Miami.
Il brano è tradotto in lingua spagnola col titolo Hay Vida

## Classifiche
| Classifica (2018) | Posizione massima |
| ----------------- | ----------------- |
| Croazia           | 81                |
| Italia            | 54                |
| Svizzera          | 41                |